# NGC 760
NGC 760 is twee sterren in het sterrenbeeld Driehoek. Het hemelobject werd op 19 december 1873 ontdekt door de Engelse astronoom Ralph Copeland.